# Aniwaniwa Falls
Die Aniwaniwa Falls (von Maori Āniwaniwa ‚Regenbogen‘, auch bekannt als Aniwhenua Falls) sind eine Abfolge dreier, individuell benannter Wasserfälle und Kaskaden mit einer Gesamtfallhöhe von etwa 15 Metern auf der Nordinsel Neuseelands. Sie liegen im Lauf des Aniwaniwa Stream nahe dem Ostufer des Lake Waikaremoana im Gebiet des Te Urewera nördlich von Napier in der Region Hawke’s Bay. Zu ihnen gehören die Bridal Veil Falls, die Momahaki Falls und die Te Tangi-o-Hinerau Falls.
Die Wasserfälle erschließen sich durch einen etwa halbstündigen Rundweg, den Hinerau Track, ausgehend vom Visitor Centre am New Zealand State Highway 38 von Wairoa nach Wai-O-Tapu.